# Cao Chong
Cao Chong (en chino simplificado, 曹冲; en chino tradicional, 曹沖; pinyin, Cáo Chōng; 196 - 208) fue un niño prodigio chino que murió a los 13 años, hijo del poderoso canciller Cao Cao. Su inteligencia a la edad de cinco años era ya la de un adulto, y entre sus mayores descubrimientos se cuenta un curioso método empleado para pesar un elefante utilizando el principio de Arquímedes.

- Datos: Q580624